# Ariosoma sokotranum
Ariosoma sokotranum és una espècie de peix pertanyent a la família dels còngrids.

## Descripció
- Nombre de vèrtebres: 136-141.
- 173-208 radis tous a l'aleta dorsal.
- 133-143 radis tous a l'aleta anal.[5]

## Hàbitat
És un peix marí i batidemersal que viu entre 395 i 420 m de fondària.

## Distribució geogràfica
Es troba a l'Índic occidental: l'illa de Socotra.

## Observacions
És inofensiu per als humans.